# Internationale Jugendbegegnungsstätte in Oświęcim/Auschwitz
Die Internationale Jugendbegegnungsstätte (IJBS) in Oświęcim/Auschwitz liegt am Ufer des Flusses Soła zwischen dem Zentrum der polnischen Stadt Oświęcim (deutsch Auschwitz) und dem ehemaligen Konzentrationslager Auschwitz. Die Stätte wurde 1986 erbaut und dient der Vermittlung von Geschichtskenntnissen und der Versöhnung zwischen den Völkern.

## Geschichte
Die Idee zur Errichtung der Jugendbegegnungsstätte kam von dem deutschen Dichter und damaligen Geschäftsführer der Aktion Sühnezeichen Friedensdienste, Volker von Törne. In den späten Siebziger- und frühen Achtzigerjahren war der Bau der Stätte sehr umstritten. Vor allem der Standort des Gebäudes, der Bauplan, der Betrieb und die institutionellen Partner der Aktion Sühnezeichen auf polnischer Seite waren strittige Punkte.
Andreas Maislinger versuchte 1978 vergeblich Bundespräsident Rudolf Kirchschläger für eine österreichische Unterstützung zu gewinnen.
Dank des Einsatzes und der Unterstützung ehemaliger Häftlinge der Konzentrationslager Dachau, Stutthof, Buchenwald und Auschwitz kam es im Dezember 1985 zu einem positiven Wendepunkt bei den Verhandlungen. Besonders Alfred Przybylski, einstiger Häftling Nr. 471 des KZ Auschwitz und Vertreter des Verbandes Polnischer Architekten, unterstützte die Pläne des Architekten Helmut Morlok und trug so maßgeblich zur Verwirklichung des Vorhabens bei.
Nachdem ein Betrag von 4,6 Millionen D-Mark aufgebracht worden war, mit dem vorerst zwei Drittel der Bauarbeiten realisiert werden konnten, erfolgte schließlich im Mai 1986 der Erste Spatenstich. Am 7. Dezember desselben Jahres erfolgte die feierliche Übergabe der Jugendbegegnungsstätte, bis im Oktober 1988 das gesamte Projekt abgeschlossen wurde.
Große Bekanntheit im deutschsprachigen Raum erlangte die Einrichtung durch den von Robert Thalheim – selbst 1996/97 als Freiwilliger in Auschwitz – produzierten Film Am Ende kommen Touristen, der teilweise in der Jugendbegegnungsstätte gedreht wurde.

## Ausstattung
Die Internationale Jugendbegegnungsstätte in Oświęcim/Auschwitz besteht aus mehreren Gebäuden und ist von einem großen Garten umgeben. Sie verfügt über ein Forum, einen Mehrzweckraum, eine Bibliothek sowie vier Seminarräume. Außerdem stehen etwa einhundert Übernachtungsplätze, ein Zelt- und ein Sportplatz zur Verfügung.

## Angebot
Die Aufenthalte der Gruppen in der Jugendbegegnungsstätte dauern normalerweise vier bis fünf Tage. Neben den Besichtigungen der Konzentrationslager Auschwitz I, Auschwitz-Birkenau und Auschwitz III-Monowitz bzw. deren Überreste können auch Ausflüge in die Umgebung (z. B. nach Krakau) und Gespräche mit Experten zu bestimmten Themenschwerpunkten geplant werden. Außerdem bietet die IJBS mehrtägige Workshops für Jugendliche, Seminare und Fortbildungen für Lehrer an.
Von Freiwilligen der Internationalen Jugendbegegnungsstätte wird ein historischer Spaziergang durch die Stadt angeboten.
Die Internationale Jugendbegegnungsstätte ist außerdem Einsatzstelle für die deutsche Aktion Sühnezeichen Friedensdienste, den deutschen Internationalen Bund (IB) sowie den österreichischen Verein Gedenkdienst.

## Auszeichnungen
- 2014: Deutsch-Polnischer Preis der Außenminister[3]